# 野獣狩り
『野獣狩り』（やじゅうがり）は、1973年（昭和48年）に東宝系で公開された日本映画。主演は藤岡弘。併映は『日本侠花伝』。

## スタッフ
- 制作 - 藤本真澄、安武龍
- 監督 - 須川栄三
- 脚本 - 松山善三、西沢浩
- 音楽 - 村井邦彦
- 撮影 - 木村大作　※撮影監督としてのデビュー作
- ガン・テクニカル・アドバイザー - トビー門口

## キャスト
- 藤岡弘
- 伴淳三郎
- 渚まゆみ
- 富川澈夫
- 山口哲也
- 菅原一高
- 樋浦勉
- 中村まり子
- 稲葉義男
- 加藤和夫
- 吉水慶
- 西本裕行
- 中条静夫
- 渥美国泰
- 三谷昇
- 梶哲也
- 八代駿

## あらすじ

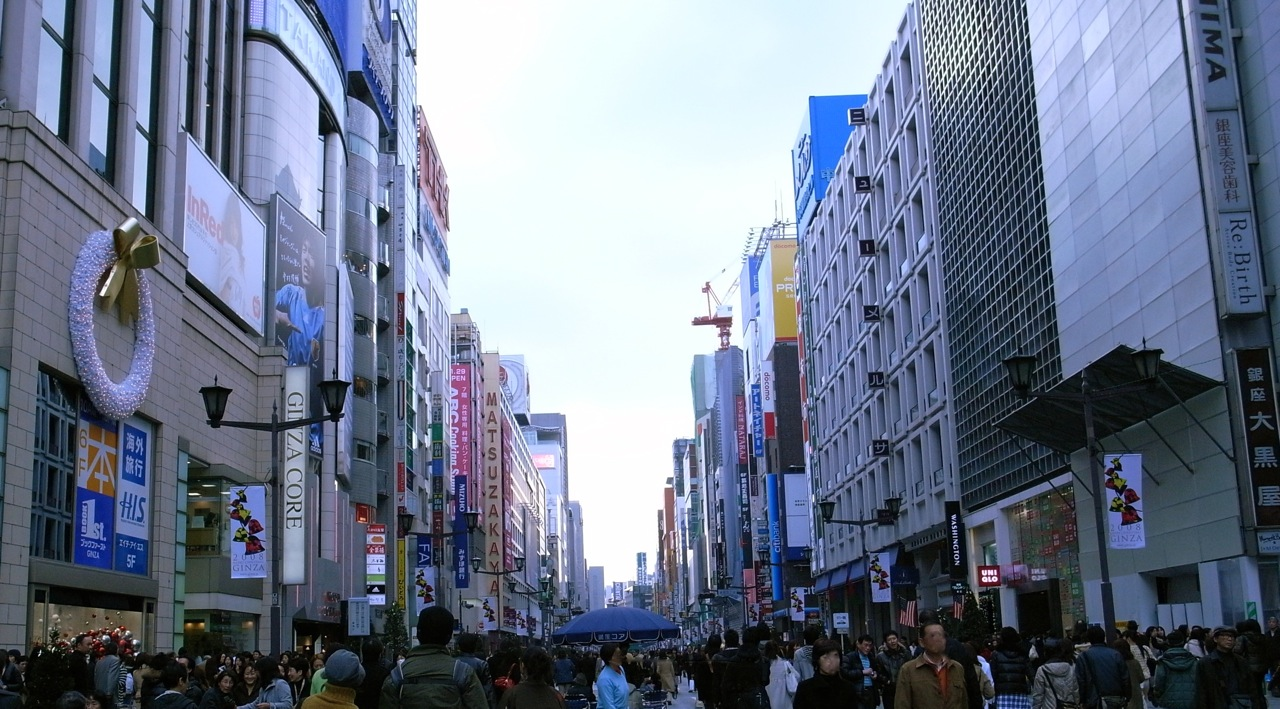
歩行者天国でにぎわう銀座

舟木明（藤岡）は若手刑事。正義感が強く、不正が許せない性格が災いし、上層部とは上手くいっていない。父の長太郎（伴）も同じ職業であり、父は息子が危なっかしくて見ていられない。
出稼ぎ労働者の殺人事件を見逃す上司に憤り、殴った明を諭す長太郎であったが、明は刑事を辞職する決意を固めていた。そんな時、ポップコーラ会長が誘拐され、“黒の戦線”を名乗る犯人グループから犯行声明と「コーラの原液の秘密を公表せよ」という奇妙な要求が届く。単なる営利誘拐ではない要求に警察やポップコーラ社員が振り回される中、明は犯人に軽い共感さえ覚えてしまう。
しかしポップコーラのアメリカ本社は企業の生命線である原液の秘密を明かすことを拒否するよう指示を出し、日本本社は身代金を支払うことを条件に社長の解放を提案。身代金の受け渡し役に明が指名されてしまう。
歩行者天国でにぎわう銀座をひたすら走る明。犯人は警察の張り込みに気づき、明を人質にして国電を乗り継ぎ、逃げる。追いかける父・長太郎。袋小路に犯人を追い詰めたものの、銃を捨てざるを得なかった。犯人は電車内で明に手錠をかけて身代金をまんまと奪って逃走する。一刻の猶予も許されない中で、明と犯人グループの最後の戦いの火蓋が切られた－。

## エピソード
- 『仮面ライダー』以降、出演オファーが殺到していた頃の藤岡弘主演作。この作品の直後、『日本沈没』に主演し、この後数年にわたって東宝映画の若手スターとして活躍する。
- 雑誌インタビューによると、藤岡本人はかなりこの作品を気に入っている様子で、「スタッフ・キャストが一丸となり、最高の仕事ができた」とのこと。
- 諸般の事情でDVD化されていなかったが、脚本家の君塚良一が『踊る大捜査線』執筆のときにこの映画を参考にしたというエピソードが広まり、その後よみうりテレビや日本映画専門チャンネル等で放送。2011年3月にようやくDVD化された。
- 藤岡とこの作品の主要スタッフが再度結集してつくられたのが1974年の『野獣死すべし 復讐のメカニック』である。本作品は翌年の『野獣－』、ドラマ『白い牙』、1975年公開の映画『東京湾炎上』などと共に、ファンから「隠れた代表作」との声も上がっている。
- 撮影監督の木村大作はその後、映画『誘拐』（1997年）の撮影にも参加しているが、刑事が鞄を持って銀座を疾走する場面は、この作品を彷彿とさせる。